# Emisiones conjuntas de España
Las emisiones conjuntas que España ha tenido son los sellos postales que Correos y Telégrafos han emitido a la par con las administraciones postales de otros países.

## Relación de sellos
| Fecha de emisión | Países emisores                             | Nombre de la serie y/o del sello (descripción) | Dimensiones (mm)                     | Valor facial                                       |
| ---------------- | ------------------------------------------- | --- | ------------------------------------ | -------------------------------------------------- |
| 28.08.1965       | España · Estados Unidos                     | «400 años del establecimiento en la Florida» 1) Imagen de Pedro Menéndez de Avilés (fundador del primer asentamiento español en la Florida, la colonia de San Agustín) mostrando una espada por lo alto, la bandera de la Corona de Castilla y un par de carabelas               |                                      | 3,00 ESP 0,05 USD                                  |
| 21.01.1985       | España · Bélgica                            | «Europalia 1985» 1) El óleo Virgen de Lovaina (hacia 1520) del pintor flamenco Jan Gossaert, conservado en el Museo del Prado |                                      | 40,00 ESP 12,00 BEF                                |
| 07.01.1986       | España · Portugal                           | «1986 - Ingreso de Portugal y España en la C.E.» 1) La silueta y las banderas de los 11 países que formaban la Comunidad Europea en 1986: Bélgica, Dinamarca, España, Grecia, Irlanda, Italia, Luxemburgo, Países Bajos, Portugal, Reino Unido y la RFA                          |                                      | 17,00 ESP 57,50 PTE                                |
| 07.01.1986       | España · Portugal                           | 2) Diseño alusivo con las banderas de los 11 países anteriores | 45,00 ESP 20,00 PTE                  |                                                    |
| 22.05.1992       | España · Estados Unidos · Italia · Portugal | «Los viajes de Colón» Reproducción de los sellos emitidos por EE. UU. en 1892 que muestran diversas escenas de los viajes de Colón a América: 1) Restitución del favor real |                                      | 60,00 ESP 0,06 USD 100 ITL 260 PTE                 |
| 22.05.1992       | España · Estados Unidos · Italia · Portugal | 2) Relatando el descubrimiento | 60,00 ESP 0,10 USD 50 ITL 260 PTE    |                                                    |
| 22.05.1992       | España · Estados Unidos · Italia · Portugal | 3) Tomando posesión del Nuevo Mundo | 60,00 ESP 0,02 USD 500 ITL 260 PTE   |                                                    |
| 22.05.1992       | España · Estados Unidos · Italia · Portugal | 4) Solicitando el apoyo real | 60,00 ESP 0,05 USD 400 ITL 260 PTE   |                                                    |
| 22.05.1992       | España · Estados Unidos · Italia · Portugal | 5) Avistando tierra | 60,0 ESP 0,01 USD 200 ITL 260 PTE    |                                                    |
| 22.05.1992       | España · Estados Unidos · Italia · Portugal | 6) Cristóbal Colón | 60,00 ESP 5,00 USD 5.000 ITL 260 PTE |                                                    |
| 19.06.1992       | España · Francia                            | «Juegos Olímpicos de 1992» 1) Diseño alusivo a los XXV Juegos Olímpicos de Verano, celebrados en Barcelona, y los XVI Juegos Olímpicos de Invierno, celebrados en Albertville |                                      | 45,00 ESP 2,50 FRF                                 |
| 12.06.1998       | España · Filipinas                          | «Centenario de la declaración de independencia de Filipinas» 1) Reproducción de la imagen del Santo Niño de Cebú, patrón de las Filipinas, y la basílica homónima; las banderas de España y de Filipinas, y la leyenda «Filipinas, Méjico y España: Un siglo de amistad»         | 40,9 x 28,8                          | 70,00 ESP 15,00 PHP                                |
| 24.02.2000       | España · Bélgica                            | «Quinto centenario del nacimiento de Carlos V» 1) Retrato del emperador Carlos V como Gran Maestre de la Orden del Toisón de Oro | 33,2 x 49,9                          | 35,00 ESP 17,00 BEF                                |
| 24.02.2000       | España · Bélgica                            | 2) Retrato del emperador Carlos V a los 40 años | 33,2 x 49,9                          | 70,00 ESP 21,00 BEF                                |
| 24.02.2000       | España · Bélgica                            | 3) Fragmento del cuadro Carlos V a caballo en Mühlberg, pintado por Tiziano en 1548 y procedente del Museo del Prado En la hoja bloque se aprecia la figura del cuadro completa y de fondo el mapa Typus Orbis Terrarum del geógrafo y cartógrafo flamenco Abraham Ortelius (HB) | 40,9 x 49,6 (125 x 90)               | 150,00 ESP 34,00 BEF                               |
| 09.11.2000       | España · Alemania                           | «Navidad 2000» 1) Diseño de la dibujante alemana Cristiane Hemmerich que representa un belén en tres escenas, a modo de tríptico: el Nacimiento de Jesús (parte central), la Adoración de los Magos (izquierda) y la Adoración de los Pastores (derecha)                         | 33,2 x 33,2                          | 35,00 ESP 1,10+0,50 DEM                            |
| 09.11.2000       | España · Alemania                           | 2) Versión de la Natividad en un retablo de la iglesia de Wildungen pintado por el maestro alemán Conrad de Soest | 33,2 x 33,2                          | 70,00 ESP 1,00+0,50 DEM                            |
| 08.11.2001       | España · Alemania                           | «Navidad» 1) La Virgen con el Niño por el pintor madrileño Alfredo Roldán en la iglesia de San Bartolomé el Grande de Londres | 33,2 x 33,2                          | 40,00 ESP (0,24 EUR) 1,00+0,50 DEM (0,51+0,26 EUR) |
| 08.11.2001       | España · Alemania                           | 2) La Adoración de los pastores, óleo pintado por José de Ribera "el Españoleto" en 1640, perteneciente a las colecciones del Monasterio de El Escorial | 33,2 x 33,2                          | 75,00 ESP (0,45 EUR) 1,10+0,50 DEM (0,56+0,26 EUR) |
| 20.03.2003       | España · Suecia                             | «Premios Nobel» 1) El retrato de Santiago Ramón y Cajal, Premio Nobel de Medicina y Fisiología en 1906, por su Doctrina de la neurona, al lado se ilustra una estructura nerviosa                                                                                                | 41,66 x 31,25                        | 0,51 EUR 10,00 SEK                                 |
| 20.03.2003       | España · Suecia                             | 2) El retrato de Severo Ochoa, Premio Nobel de Medicina y Fisiología en 1959, por su trabajo sobre la síntesis del ARN, al lado una representación de la cadena de este ácido nucleico                                                                                           | 41,66 x 31,25                        | 0,76 EUR 10,00 SEK                                 |
| 08.10.2004       | España · China                              | «Arquitectura urbana» 1) El Parque Güell en Barcelona | 28,8 x 40,9                          | 0,52 EUR 0,80 CNY                                  |
| 08.10.2004       | España · China                              | 2) La Torre Jin Mao en Shanghái | 28,8 x 40,9                          | 0,77 EUR 0,80 CNY                                  |
| 10.10.2005       | España · Irán                               | «Jardines» 1) Jardines del Palacio Real de La Granja de San Ildefonso | 40,9 x 28,8                          | 0,78 EUR 650 IRR                                   |
| 10.10.2005       | España · Irán                               | 2) El Jardín del Príncipe (Bagh-e Shazdeh) cerca de la ciudad de Kermán (Irán) | 40,9 x 28,8                          | 2,21 EUR 650 IRR                                   |
| 14.09.2006       | España · Portugal                           | «Puentes ibéricos» 1) El Puente Internacional de Ayamonte que cruza el río Guadiana, uniendo las localidades de Castromarín en el distrito de Faro (Portugal) y Ayamonte en la provincia de Huelva (España)                                                                      | 74,7 x 28,8                          | 0,29 EUR 0,52 EUR                                  |
| 14.09.2006       | España · Portugal                           | 2) El puente de Alcántara que cruza el río Tajo en la localidad de Alcántara (Cáceres); un puente romano en arco | 74,7 x 28,8                          | 0,57 EUR 0,30 EUR                                  |
| 13.09.2007       | España · Grecia                             | «Arqueología mediterránea» (HB) 1) Estatua de Asclepios en el Museo de Ampurias (provincia de Gerona) | 33,2 x 49,8 (120 x 76)               | 0,36 EUR 2,50 EUR                                  |
| 13.09.2007       | España · Grecia                             | 2) Estatua de Asclepios en el Museo Arqueológico Nacional (Atenas) | 33,2 x 49,8 (120 x 76)               | 0,58 EUR 2,50 EUR                                  |
| 07.11.2008       | España · Irlanda                            | «Bailes populares» (HB) 1) El baile flamenco | 28,8 x 49,8 (120 x 76)               | 0,60 EUR 0,82 EUR                                  |
| 07.11.2008       | España · Irlanda                            | 2) El baile irlandés (Irish dance) | 28,8 x 49,8 (120 x 76)               | 0,78 EUR 0,55 EUR                                  |
| 22.10.2009       | España · Austria                            | «Pintura» (HB) Dos cuadros de Diego Velázquez 1) Las Meninas, conservado en el Museo de El Prado, Madrid | 40,9 x 28,8 (105,6 x 150)            | 0,62 EUR 0,65 EUR                                  |
| 22.10.2009       | España · Austria                            | 2) La Infanta Margarita Teresa con vestido azul, conservado en el Museo de Historia del Arte, Viena | 40,9 x 28,8 (105,6 x 150)            | 0,78 EUR 0,65 EUR                                  |
| 18.10.2010       | España · Turquía                            | «Alianza de Civilizaciones» (HB) Dos motivos alusivos a los dos países propulsores de la Alianza de Civilizaciones: España y Turquía 1) La Colegiata de Santa María la Mayor en la localidad de Toro (Zamora)                                                                    | 40,9 x 28,8 (150 x 105,6)            | 0,64 EUR 0,80 TRY                                  |
| 18.10.2010       | España · Turquía                            | 2) La Mezquita de Ortaköy en Estambul | 40,9 x 28,8 (150 x 105,6)            | 0,78 EUR 1,10 TRY                                  |
| 01.07.2011       | España · Ciudad del Vaticano                | «Jornada Mundial de la Juventud» 1) El logotipo oficial de la XXIV Jornada Mundial de la Juventud, celebrada en Madrid del 16 al 21 de agosto | 28,8 x 40,9                          | 0,80 EUR 0,75 EUR                                  |
| 17.07.2012       | España · Rusia                              | «Patrimonio artístico y cultural España-Rusia» 1) El Palacio Episcopal de Astorga (León) | 28,8 x 40,9                          | 0,85 EUR 13,00 RUB                                 |
| 17.07.2012       | España · Rusia                              | 2) La Iglesia de la Resurrección de Cristo en San Petersburgo | 28,8 x 40,9                          | 0,85 EUR 13,00 RUB                                 |
| 19.10.2012       | España · Rumania                            | «Fauna de montaña» 1) La cabra montés (Capra pyrenaica) | 33,2 x 49,8                          | 0,85 EUR 3,10 RON                                  |
| 19.10.2012       | España · Rumania                            | 2) El ciervo rojo (Cervus elaphus) | 33,2 x 49,8                          | 0,85 EUR 3,10 RON                                  |